# 詹姆斯敦 (伊利諾伊州)
詹姆斯敦（英語：Jamestown）是位於美國伊利諾伊州克林頓縣的一個非建制地區。該地的面積和人口皆未知。

## 地理
詹姆斯敦的座標為38°44′07″N 89°31′08″W / 38.73528°N 89.51889°W，而該地的平均海拔高度為155米（即509英尺）。